# گوموکو
گوموکو (به انگلیسی: Gomoku) که پنج رج نیز نامیده می‌شود، یک بازی تخته‌ای استراتژی انتزاعی است. به‌طور سنتی با قطعات گو (سنگ‌های سیاه و سفید) روی تخته ۱۵×۱۵ گو بازی می‌شود در حالی که در گذشته تخته ۱۹×۱۹ استاندارد این بازی بود. از آنجایی که قطعات معمولاً جابه‌جا نمی‌شوند یا از روی تخته حذف نمی‌شوند، گوموکو ممکن است به عنوان یک بازی قلم و کاغذی نیز بازی شود. این بازی در چندین کشور با نام‌های مختلف شناخته شده است.

## قوانین
بازیکنان با رعایت نوبت، مهره‌های سنگی به رنگ خود را در یک تقاطع خالی قرار می‌دهند. سیاه اول بازی را شروع می‌کند. برنده اولین بازیکنی است که یک خط ناگسستنی از پنج سنگ به رنگ خود را به صورت افقی، عمودی یا مورب تشکیل دهد. در برخی قوانین، این خط باید دقیقاً پنج سنگ باشد. شش یا بیشتر سنگ پشت سر هم به عنوان برد محسوب نمی‌شود و به آن خط اضافی می‌گویند. اگر تخته کاملاً پر شده باشد و هیچ‌کس خطی شامل پنج سنگ ایجاد نکرده باشد، بازی با تساوی به پایان می‌رسد.

## مبدأ
سوابق تاریخی نشان می‌دهد که منشأ گوموکو را می‌توان تا اواسط دهه ۱۷۰۰ میلادی، در دوره ادو، ردیابی کرد. گفته می‌شود که نسل دهم کووانایا بوئمون، تاجری که به خانواده نیجو رفت و آمد می‌کرد، در این بازی مهارت بالایی داشت و متعاقباً این بازی را بین مردم گسترش داد. در اواخر دوره ادو، در حدود سال ۱۸۵۰ میلادی، کتاب‌هایی در مورد گوموکو منتشر شد. اولین کتاب منتشر شده در مورد گوموکو که می‌توان وجودش را تأیید کرد، مجموعهٔ گوموکو جوسِکی (五石定磧集) در سال ۱۸۵۶ نوشته شده است.
نام «گوموکو» از زبان ژاپنی است که در آن به عنوان گوموکونارابه (五目並べ) شناخته می‌شود. گو به معنی پنج، موکو کلمه متضاد در اشاره به مهره‌ها و نارابه به معنی صف آرایی هستند. این بازی در چین محبوب است و در آنجا ووزیکی (五子棋) نامیده می‌شود. وو (五 wǔ) به معنی پنج، زی (子 zǐ) به معنی مهره، و کی (棋qí) به بازی‌های رومیزی در چین اشاره دارد. این بازی در کره نیز محبوب است، آنجا نیز اوموک (오목 [五目]) نامیده می‌شود که ساختار و منشأ مشابه با نام ژاپنی دارد.
در قرن نوزدهم میلادی، این بازی در بریتانیا معرفی شد و در آنجا به عنوان گو بانگ شناخته شد. گفته می‌شود که این عنوان مخدوش کلمه ژاپنی گوبان است، که خود از کلمه چینی کی‌پان (qí pán) «تختهٔ گو» اقتباس شده است.

## مزیت بازیکن اول
گوموکو در صورت عدم محدودیت، برای بازیکن اول یک مزیت قوی دارد.
مسابقات قهرمانی گوموکو پیشتر از یک تبصره به نام «پرو» استفاده می‌کردند که طبق آن بازیکن اول باید اولین سنگ خود را در مرکز تخته قرار دهد. بازیکن دوم هیچ محدودیتی در حرکت نخست نداشت. سنگ دوم بازیکن اول باید حداقل سه تقاطع دورتر از سنگ اول خودش قرار می‌گرفت. این قانون در مسابقات جهانی ۱۹۸۹ و ۱۹۹۱ مورد استفاده قرار گرفت. وقتی نسبت برد به باخت این دو قهرمانی محاسبه شد، بازیکن‌های اول (مُهرهٔ سیاه) ۶۷ درصد بازی‌ها را بردند.
این برای مسابقات بسیار نامتعادل تلقی شد، بنابراین مسابقات گوموکو پروتکل افتتاحیه «سوآپ ۲» را در سال ۲۰۰۹ اتخاذ کردند. در سوآپ ۲، بازیکن اول سه سنگ، دو سنگ سیاه و یکی سفید را روی تخته قرار می‌دهد. سپس بازیکن دوم یکی از سه گزینه را انتخاب می‌کند: بازی با مهرهٔ سیاه، بازی با مهرهٔ سفید و قرار دادن یک سنگ سفید دیگر، یا قرار دادن دو سنگ دیگر که یکی سفید و دیگری سیاه باشند و در عوض اجازه دهد بازیکن اول رنگ را انتخاب کند.
نسبت بُرد بازیکن اول با استفاده از پروتکل افتتاحیه سوآپ، حدود ۵۲ درصد محاسبه شد، که تا حد زیادی تعادل بازی را به وجود آورد و تا حد زیادی مشکل مزیت داشتن بازیکن اول را حل کرد.